# Felipe Vizeu
Felipe dos Reis Pereira Vizeu do Carmo (ur. 12 marca 1997 w Três Rios) – brazylijski piłkarz występujący na pozycji napastnika w japońskim klubie Yokohama. Wychowanek Amériki Mineiro, w trakcie swojej kariery grał także w takich zespołach, jak  Flamengo, Udinese, Grêmio, Achmat Grozny oraz Ceará. Młodzieżowy reprezentant Brazylii.